# 麻布台ヒルズ郵便局

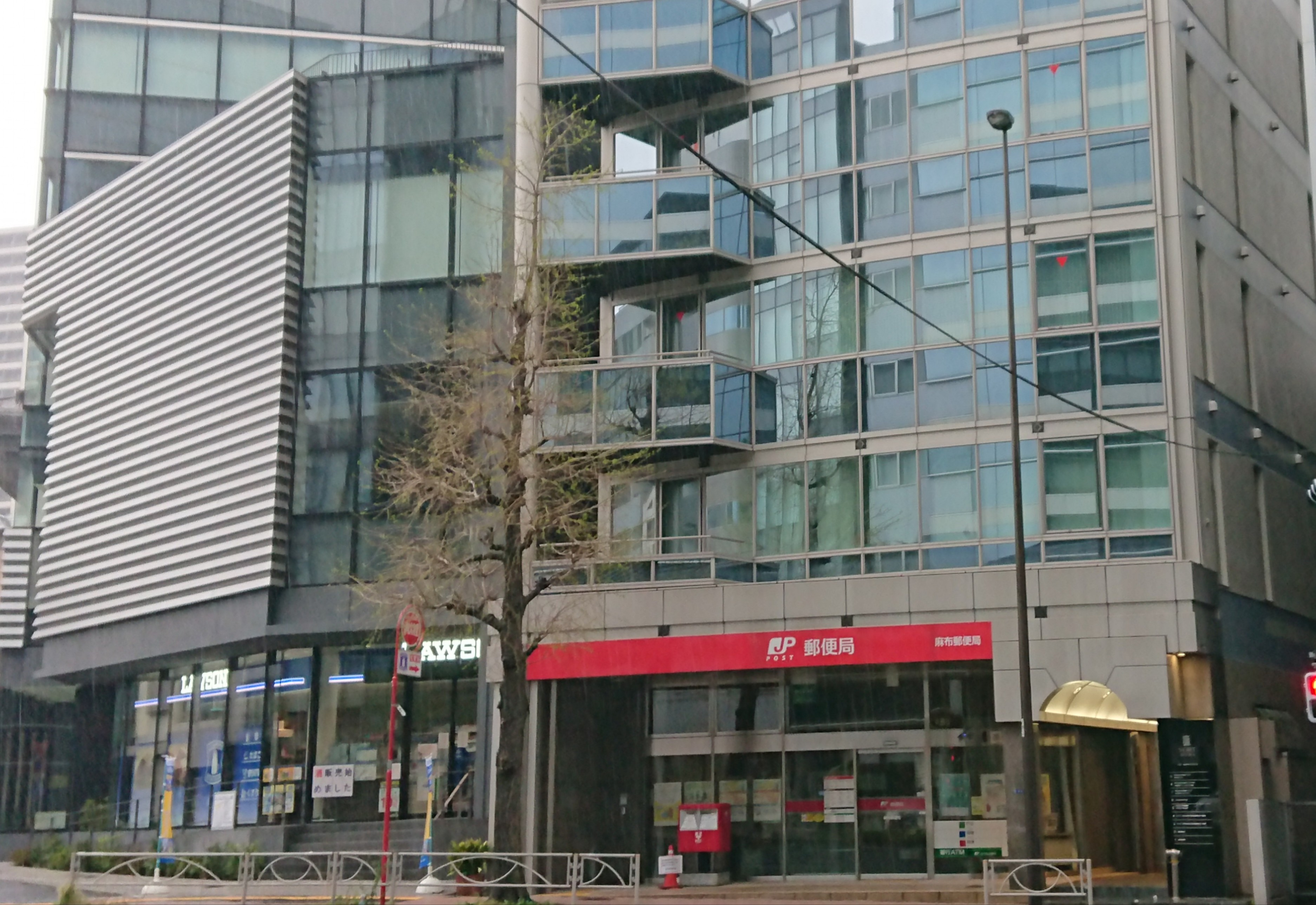
2018年から2023年までVORT神谷町IIに存在していた仮局舎

麻布台ヒルズ郵便局（あざぶだいヒルズゆうびんきょく）は、東京都港区麻布台にある郵便局である。2023年11月26日までの名称は「麻布郵便局（あざぶゆうびんきょく）」であった。民営化前の分類では集配普通郵便局であった（現在は集配機能を廃止）。

## 概要
2018年（平成30年）まで日本郵政グループ飯倉ビル（旧日本郵政公社東京支社社屋）内に設置されていた。飯倉ビルを含む一帯を再開発する虎ノ門・麻布台地区第一種市街地再開発事業の開始に伴い、同年11月19日に手始めに当局が東京都港区麻布台一丁目7番3号VORT神谷町Ⅱに移転し
し、2019年（令和元年）2月18日 - 8月30日の工期をもって、飯倉ビル（後節も参照）が解体された。その跡地には先述の再開発によって麻布台ヒルズ森JPタワーが建設され、完成後の2023年11月27日に森JPタワー（タワープラザ）の4階に移転し、「麻布台ヒルズ郵便局」に改称した。

### 分室
分室はなし。過去に存在した分室は以下のとおり。
- 広尾分室 - 1920年（大正9年）7月11日設置。1929年（昭和4年）10月27日 廃止。
- 保険分室 - 1929年（昭和4年）3月1日設置。1935年（昭和10年）3月1日 麻布区宮村町に移転。廃止年月不明。

## 旧局舎（飯倉ビル）
2018年まで入居していた建物は徳川侯爵（徳川頼倫）の開設した私設図書館「南葵文庫」と稲葉氏の屋敷のあった場所に1930年（昭和5年）に竣工した旧逓信省貯金局庁舎で、設計は旧大蔵省営繕管財局、施工は銭高組である。風格あるアールデコ風の柱が特徴的な同ビルは、地域を代表する歴史的建造物であった。
1943年（昭和18年）から逓信省本省庁舎として使用され、1949年（昭和24年）に二省分離（郵電分離）により発足した旧郵政省が1969年（昭和44年）7月まで郵政省本省庁舎として使用していた。なお、当郵便局は1945年（昭和20年）に東京大空襲で被災した影響で逓信省本省庁舎に仮住まい、翌年の1946年（昭和21年）、正式に入居している。当初は建物正面に向かって左側の外務省飯倉公館側に位置していたが、1984年（昭和59年）から1987年（昭和62年）にかけての耐震工事・模様替工事がなされた。この際、建物正面に向かって右側へ移転している。
郵政省本省庁舎が千代田区霞が関へ移転した後は引き続き「飯倉分館」として長きにわたり使用されていたが、千代田区大手町にあった旧日本郵政公社東京支社が2005年（平成17年）5月にこの建物へ移転。2006年（平成18年）、東京都港区の「注意を要する未指定・未登録の文化財」に登録。2007年（平成19年）10月1日の民営化後は郵便局株式会社が、2012年（平成24年）10月1日以降は日本郵便株式会社が「日本郵政グループ飯倉ビル」として所有、当局のほか日本郵便株式会社東京支社などグループ各社の組織が入居していた。
飯倉ビルは2019年に解体され、跡地には高さ325mの麻布台ヒルズ森JPタワーが建設された。

## 沿革
- 1871年（明治4年）旧1月 - 麻布区麻布宮下町に内田喜兵衛切手売捌所が開設[6]。
- 1872年（明治5年）
  - 旧3月 - 麻布郵便取扱所として設置[6]。
  - 旧6月 - 麻布郵便仮役所となる[6]。
- 1875年（明治8年）
  - 1月1日 - 麻布郵便分局となる[6]。
  - 5月2日 - 貯金預所を設置[6]。
- 1880年（明治13年）9月16日 - 為替取扱所を設置[6]。
- 1883年（明治16年）5月23日 - 麻布郵便支局となる[6]。
- 1886年（明治19年）4月26日 - 東京麻布郵便支局に改称[6]。
- 1891年（明治24年）4月16日 - 飯倉片町の新局舎へ移転とともに東京麻布郵便電信支局となる[6]。
- 1903年（明治36年）4月9日 - 通信官署官制の施行に伴い東京麻布郵便局（二等）となる[6]。
- 1906年（明治39年）1月1日 - 麻布郵便局に改称[6]。
- 1920年（大正9年）7月11日 -  広尾分室を麻布区広尾町の東京逓信局内に設置[7]。
- 1929年（昭和4年）
  - 3月1日 -  保険分室を麻布区永坂町に設置。取扱事務は簡保と郵便年金[8]。
  - 10月27日 -  広尾分室を廃止[9]。
- 1935年（昭和10年）3月1日 -  保険分室を麻布区宮村町に移転[10]。
- 時期不明 - 保険分室を廃止。

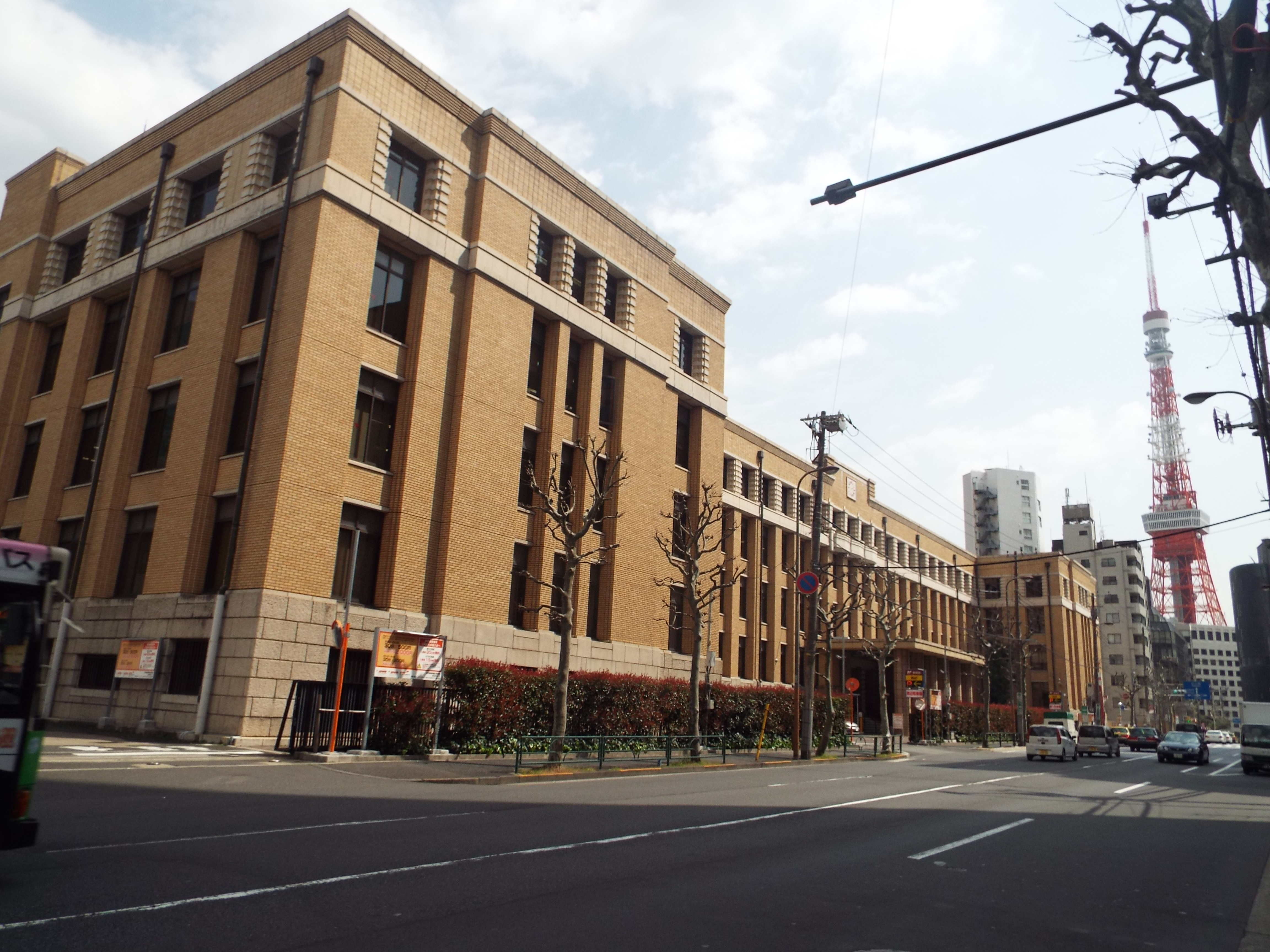
1945年 - 1985年までは飯倉ビル向かって左手に麻布郵便局はあった。

- 1945年（昭和20年）- 空襲で被災した影響で逓信本省庁舎内（日本郵政飯倉ビル）に仮移転。
- 1946年（昭和21年）- 逓信本省庁舎内に正式に移転。
- 1963年（昭和38年）6月17日 - 電話通話事務および和文電報受付事務を開始[11]。
- 1985年（昭和60年）11月 - 建物正面に向かって左側の外務省飯倉公館側から向かって右側へ移転。
- 1992年（平成4年）8月3日 - 外国通貨の両替および旅行小切手の売買に関する業務取扱を開始。
- 2007年（平成19年）10月1日 - 民営化に伴い、併設された郵便事業麻布支店、かんぽ生命保険麻布支店に一部業務を移管。
- 2010年（平成22年）5月6日 - 郵便事業麻布支店が廃止となり、ゆうゆう窓口が閉鎖。同支店の集配業務を郵便事業芝支店（現・芝郵便局）が継承。
- 2012年（平成24年）
  - 7月19日 - かんぽ生命保険麻布支店が港区虎ノ門三丁目17番1号（TOKYU REIT 虎ノ門ビル）へ移転し、東京支店に改称。
  - 10月1日 - 日本郵便株式会社発足。
- 2018年（平成30年）11月19日 - 「虎ノ門・麻布台地区第一種市街地再開発事業（麻布台ヒルズ）」の開始に伴い、東京都港区麻布台一丁目7番3号に移転[1]。
- 2023年（令和5年）11月27日 - 麻布台ヒルズ開業に伴い、東京都港区麻布台一丁目3番1号（麻布台ヒルズ森JPタワー内）に移転し、局名を「麻布台ヒルズ郵便局」に改名[12]。
- 2024年（令和6年）3月31日 - この日をもって、国際送金業務の取扱いを終了[13]。

## 取扱内容
- 郵便、印紙、ゆうパック、内容証明
- 貯金、為替、振替、振込、国債、投資信託
- 生命保険、バイク自賠責保険、自動車保険、がん保険、引受条件緩和型医療保険
- ゆうちょ銀行ATM

## 周辺
- 外務省飯倉公館
- 在日ロシア連邦大使館
- 国道1号

## アクセス
- 東京メトロ日比谷線 神谷町駅、もしくは同南北線 六本木一丁目駅より徒歩約8分
- 東京メトロ南北線、都営大江戸線 麻布十番駅から徒歩約11分
- 都営バス 麻布台ヒルズ停留所下車
- 首都高環状線 飯倉出入口から東へ約500m